# Chilpancingo (métro de Mexico)
Chilpancingo est une station de la Ligne 9 du métro de Mexico, située au sud de Mexico, dans la délégation Cuauhtémoc.

## La station
La station, ouverte en 1988, tire son nom de la proche rue de Chilpancingo, mot nahuatl signifiant lieu de guêpes. Son emblème représente donc une guêpe.

## Services et accessibilité
La station Chilpancingo de la ligne 9 du métro de Mexico est accessible aux personnes handicapées et dispose de services tels que des guichets, des tourniquets et des écrans d'information.